# 大島 (相模原市)
大島（おおしま）は、神奈川県相模原市緑区の大字。

## 地理
相模原市の大字である大島の周辺は、東に上九沢や下九沢、北に川尻、西に小倉、南に田名とそれぞれの同市の大字と接する。また西側には相模川が流れ、その河川を挟んだ先に小倉字内を通過する首都圏中央連絡自動車道（圏央道）なども見渡すことができる。

### 自然
大島字付近に流れる相模川には鮎が生息し、釣り目的で訪れる人々も多い。

### 地価
住宅地の地価は、2023年（令和5年）1月1日の公示地価によれば、大島字中ノ原2642番3の地点で7万5100円/m2、大島字曽根原2032番4の地点で5万3000円/m2となっている。

## 歴史

### 沿革
- 1941年4月29日に設置。
- 2010年3月までの相模原市の政令指定都市移行前も、大島は同市に存在。

## 世帯数と人口
2020年（令和2年）10月1日現在（国勢調査）の世帯数と人口（総務省調べ）は以下の通りである。
| 大字 | 世帯数    | 人口     |
| ---- | --------- | -------- |
| 大島 | 4,628世帯 | 12,364人 |

### 人口の変遷
国勢調査による人口の推移。
| 年                 | 人口   |
| ------------------ | ------ |
| 1995年（平成7年）  | 11,238 |
| 2000年（平成12年） | 11,250 |
| 2005年（平成17年） | 12,149 |
| 2010年（平成22年） | 12,641 |
| 2015年（平成27年） | 12,454 |
| 2020年（令和2年）  | 12,364 |

### 世帯数の変遷
国勢調査による世帯数の推移。
| 年                 | 世帯数 |
| ------------------ | ------ |
| 1995年（平成7年）  | 3,283  |
| 2000年（平成12年） | 3,471  |
| 2005年（平成17年） | 3,917  |
| 2010年（平成22年） | 4,350  |
| 2015年（平成27年） | 4,408  |
| 2020年（令和2年）  | 4,628  |

## 小・中学校の学区
市立小・中学校に通う場合、学区は以下の通りとなる
| 番地 | 小学校               | 中学校               |
| --- | -------------------- | -------------------- |
| 1～1404、1514～1517、1525～1535の1 3179～3183、3185～3189、3255～3262 3263の2・4・7、3264〜3265、3339 3378～4104                                                                             | 相模原市立大島小学校 | 相模原市立内出中学校 |
| 1846～1848、1855、1860～1874 1408～1513、1518～1524、1536～1845 1849～1854、1856～1859、1875～3178 3184、3190～3254、3263の1、3266～3338 3340～3377、4131～4276、4686～4713 4741～4754、4796 | 相模原市立大沢小学校 | 相模原市立大沢中学校 |

- 大島1875～3178はは指定変更許可区域。

## 事業所
2021年（令和3年）現在の経済センサス調査による事業所数と従業員数は以下の通りである。
| 大字 | 事業所数  | 従業員数 |
| ---- | --------- | -------- |
| 大島 | 330事業所 | 3,331人  |

### 事業者数の変遷
経済センサスによる事業所数の推移。
| 年                 | 事業者数 |
| ------------------ | -------- |
| 2016年（平成28年） | 322      |
| 2021年（令和3年）  | 330      |

### 従業員数の変遷
経済センサスによる従業員数の推移。
| 年                 | 従業員数 |
| ------------------ | -------- |
| 2016年（平成28年） | 2,936    |
| 2021年（令和3年）  | 3,331    |

## 交通

### 路線バス
- 神奈川中央交通（神奈中バス）の橋57系統が橋本駅（JR横浜線と相模線、京王相模原線）の南口から大島字内に入り神奈川県道48号を経由して田名バスターミナルまたは一部で望地キャンプ場入口まで走行している。
- また神奈中バスの橋本地区内などで走る相模原市コミュニティバスの橋33系統が同じく橋本駅南口からこの字内の相模川自然の村周辺まで行く上大島行きが運行している。

### 道路
- 神奈川県道48号鍛冶谷相模原線

## 学校・教育

### 幼稚園
- 大島幼稚園
- 大島第二幼稚園

### 小学校
- 相模原市立大沢小学校
- 相模原市立九沢小学校
- 相模原市立大島小学校

### 中学校
- 相模原市立大沢中学校

### 高等学校
- 神奈川県立相模原総合高校

## 施設
- 相模原市立相模川自然の村
- 相模川自然の村公園
- 上大島キャンプ場
- 老人福祉センター渓松園
- 神奈川県立相模原総合高等学校
- 相模原市立大島小学校
- 大島団地
- 長徳寺
- 清岩寺
- 日々神社
- 諏訪明神
- 稲荷神社